# Haliya
Ne doit pas être confondu avec Alya.
Un Haliya (népalais: हलिया) est un esclave agricole qui travaille sur les terres d'un propriétaire.

## Présentation
Le sens littéral de Haliya est « celui qui laboure ». Les Haliyas sont disséminés dans l’ensemble du Népal. Mais le système Haliya dans la partie montagneuse de l'extrême ouest du Népal s’apparente à  un système de travail forcé.
Depuis septembre 2008, le système a été aboli par le gouvernement népalais. L'efficacité de cette abolition a cependant été remise en question.